# Edvard Larsen
Martin Edvard Larsen (ur. 27 października 1881 w Oslo, zm. 10 września 1914 tamże) – norweski lekkoatleta (trójskoczek), medalista olimpijski z 1908.
Zdobył brązowy medal w trójskoku na igrzyskach olimpijskich w 1908 w Londynie, za Timothym Ahearne'em reprezentującym Wielką Brytanię i Garfieldem MacDonaldem z Kanady. Jego wynik uzyskany w finale trójskoku – 14,39 m – był pierwszym oficjalnym rekordem Norwegii w tej konkurencji.
Startował na igrzyskach olimpijskich w 1912 w Sztokholmie, gdzie zajął 6. miejsce w trójskoku. Według jednego źródła był również członkiem norweskiej sztafety 4 × 100 metrów, która została zdyskwalifikowana, ale inne źródła nie potwierdzają startu norweskiej sztafety.
Larsen był mistrzem Norwegii w trójskoku w 1900, 1906, 1908 i 1911 oraz w skoku w dal w 1906 i 1908.